# Universidade do Faium
A Universidade do Faium (em árabe, جامعة الفيوم, Jame'at al-fayum) é uma instituição de ensino superior pública localizada na cidade de Faium, no Egito, fundada em 2005.

## Ligação externa
- Página oficial (versão em inglês)